# USS Dale (DD-290)
USS Dale (DD-290) là một tàu khu trục lớp Clemson được Hải quân Hoa Kỳ chế tạo vào cuối Chiến tranh Thế giới thứ nhất. Nó là chiếc tàu chiến thứ ba của Hải quân Hoa Kỳ được đặt theo tên Thiếu tướng Hải quân Richard Dale (1756-1826), một trong số sáu Thiếu tướng Hải quân đầu tiên của Hải quân Hoa Kỳ. Dale ngừng hoạt động năm 1930 và bị bán năm 1931 nhằm tuân thủ quy định hạn chế vũ trang của Hiệp ước Hải quân London. Nó được cải biến thành một tàu hàng thương mại dưới cái tên Masaya. Trong Chiến tranh Thế giới thứ hai, nó được Lục quân trưng dụng như một tàu vận chuyển cho đến khi bị đánh chìm năm 1943

## Thiết kế và chế tạo
Dale được đặt lườn vào ngày 28 tháng 7 năm 1919 tại xưởng tàu Squantum Victory Yard của hãng Bethlehem Shipbuilding Corporation ở Squantum, Massachusetts. Nó được hạ thủy vào ngày 19 tháng 11 năm 1919, được đỡ đầu bởi bà A. J. Peters; và được đưa ra hoạt động vào ngày 16 tháng 2 năm 1920 dưới quyền chỉ huy của Hạm trưởng, Trung tá Hải quân F. H. Roberts.

## Lịch sử hoạt động

### USSDale
Từ ngày 3 tháng 3 đến ngày 3 tháng 4 năm 1920, Dale tuần tra tại vùng biển ngoài khơi New England để giúp vào việc hiệu chuẩn các trạm vô tuyến định vị của Quân khu Hải quân 1. Được phân về Lực lượng Khu trục thuộc Hạm đội Đại Tây Dương, nó hoạt động cùng các hải đội khu trục dọc theo bờ biển Đại Tây Dương, trong vịnh Mexico và vùng biển Caribe, bao gồm các cuộc thực hành chiến thuật, cơ động hạm đội, tập trận và huấn luyện quân nhân dự bị, đồng thời hoạt động từ Norfolk trong việc giúp hiệu chuẩn các trạm vô tuyến định vị của Quân khu Hải quân 5.
Vào ngày 17 tháng 6 năm 1924, Dale khởi hành từ Newport dưới quyền chỉ huy của Thủy sư đô đốc tương lai William F. Halsey, Jr. cho chuyến viếng thăm các cảng thuộc Đức, Đan Mạch, Na Uy, Scotland, Anh, Pháp, Tây Ban Nha và Bồ Đào Nha. Đi đến Gibraltar vào ngày 21 tháng 9, nó đi lại trong vùng biển Địa Trung Hải cho đến tháng 6 năm 1925, tham gia các cuộc tập trận, do thám và viếng thăm thiện chí. Nó rời Gibraltar vào ngày 2 tháng 7 để đi New York, đến nơi vào ngày 16 tháng 7.
Dale hoạt động cùng Hải đội Khu trục thuộc Hạm đội Tuần tiễu dọc theo vùng bờ Đông Hoa Kỳ, vùng biển Caribe và vùng kênh đào Panama cho đến khi nó đi đến Philadelphia, Pennsylvania vào ngày 21 tháng 9 năm 1929. Nó được cho xuất biên chế tại đây vào ngày 1 tháng 5 năm 1930 và bị bán vào ngày 17 tháng 1 năm 1931.

### Tàu buôn thương mại
Con tàu được trang bị một hệ thống động lực mới, được cải biến thành một tàu chở chuối, và được đổi tên thành MV Masaya. Nó hoạt động cho hãng Standard Fruit and Steamship Co. tại New Orleans, Louisiana từ năm 1933.

### Hoạt động cho Lục quân Hoa Kỳ
Vào đầu Chiến tranh Thế giới thứ hai, khi Philippines bị lực lượng Nhật Bản cô lập, Bộ Chiến tranh tìm cách sử dụng các tàu vượt phong tỏa để tiếp tế cho lực lượng đang bị bao vây tại đây. Một số được trù định khởi hành từ Australia hay Java, nhưng một số còn được vạch kế hoạch từ chính lục địa Hoa Kỳ. Một sáng kiến khác, được đề đạt lên chính Tổng thống, sử dụng ba chiếc tàu khu trục cũ thời Thế Chiến I đã bị cải biến thành tàu chở chuối nhanh, với một chiếc đang sẵn sàng tại New Orleans. Hàng hóa trên hai chiếc khác, lúc này đang ở vùng biển Caribe, được gửi đi để chúng có thể trình diện tại New Orleans.
Sau khi bị chậm trễ, Masaya rời New Orleans vào ngày 2 tháng 3 năm 1942, được Matagalpa tiếp nối vào ngày 11 tháng 3 và Teapa vào ngày 18 tháng 3. Tất cả đều bị trì hoãn lại để được sửa chữa tại Los Angeles và chất dỡ hàng tiếp liệu cho Corregidor. Chúng đi đến Hawaii quá trễ để có thể giải vây cho Corregidor. Thay vào đó, Masaya được gửi đến hướng Tây Nam Thái Bình Dương, và gia nhập lực lượng thường trực tại chỗ dưới quyền Tư lệnh Hải quân Khu vực Tây Nam Thái Bình Dương vào ngày 12 tháng 3 năm 1942. Trong một nỗ lực nhằm hỗ trợ các chiến dịch tại Buna, nó bị trúng bom và bị đắm cách 5 hải lý (9,3 km) về phía Đông vịnh Oro, New Guinea vào ngày 28 tháng 3 năm 1943.